# Barkleyanthus salicifolius
 Barkleyanthus salicifolius  (Kunth) H.Rob. & Bretell, 1974 è una specie di pianta angiosperma dicotiledone della famiglia delle Asteraceae (sottofamiglia Asteroideae).  Barkleyanthus salicifolius è anche l'unica specie del genere  Barkleyanthus   H.Rob. & Bretell, 1974.

## Etimologia
Il nome del genere (Barkleyanthus) è stato dato in onore del botanico nord-americano Theodore M. Barkley (1934–2004).  L'epiteto specifico (salicifolius) significa: "foglie simili a quelle del salice".
Il nome scientifico della specie è stato definito dai botanici Karl Sigismund Kunth (1788-1850), Harold Ernest Robinson (1932-2020) e R.D. Brettell nella pubblicazione " Phytologia; Designed to Expedite Botanical Publication. New York" ( Phytologia 27: 407) del 1974. Il nome scientifico del genere è stato definito nella stessa pubblicazione.

## Descrizione

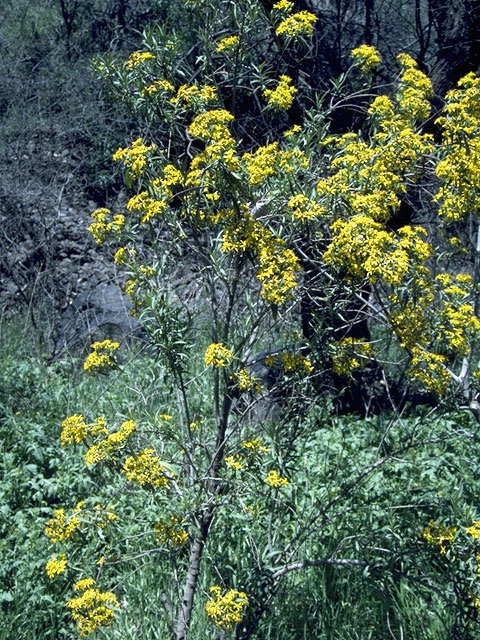
Il portamento

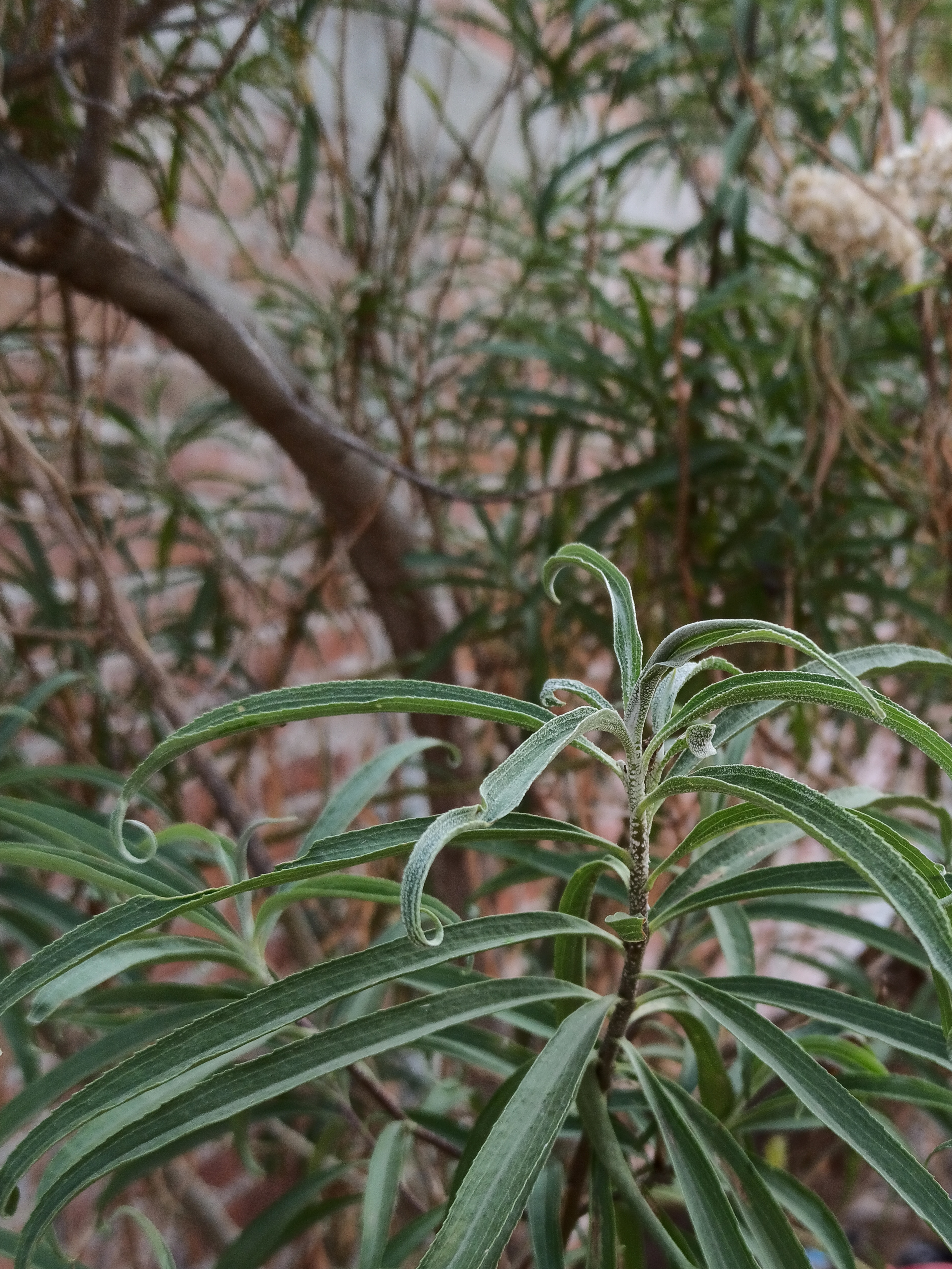
Le foglie

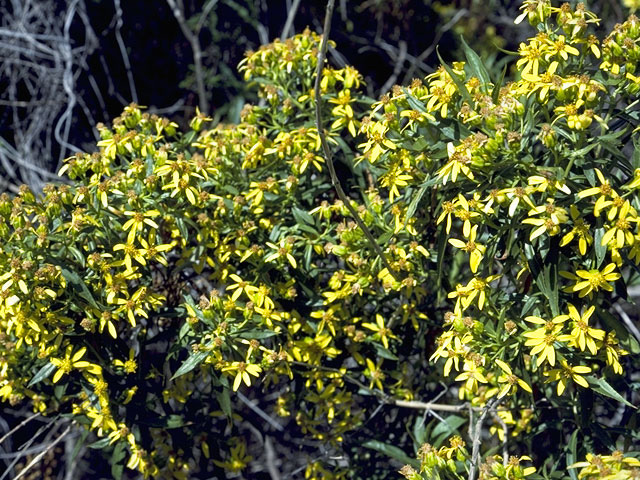
Infiorescenza

Habitus. Barkleyanthus salicifolius ha un habitus di tipo arbustivo. Le superfici dei rami sono glabre. Altezza massima: 100 – 200 cm.
Radici. Le radici sono debolmente fittonanti; a volte si estendono lateralmente.
Fusto. La parte aerea in genere è eretta, semplice o ramosa. I rami sono percorsi da camere di midollo.
Foglie. Le foglie sono cauline disposte in modo alternato e sono sessili e assemblate alla fine dei rami. Il contorno della lamina è intero con varie forme da lanceolata a lineari. I margini sono poco dentati. Le venature sono pennate (o trinervate). Dimensione delle lamine: larghezza 0,5 - 1,5 cm; lunghezza 3 – 10 cm.
Infiorescenza. Le sinflorescenze sono composte da 8 - 16 capolini raccolti in corimbi ascellari o terminali. Le infiorescenze vere e proprie sono formate da un capolino terminale peduncolato di tipo radiato. Alla base dell'involucro (la struttura principale del capolino) non è presente un calice (raramente sono presenti una o due brattee fogliacee). I capolini sono formati da un involucro, con forme da emisferiche a campanulate, composto da 5 - 8 brattee, al cui interno un ricettacolo fa da base ai fiori di due tipi: quelli esterni del raggio e quelli più interni del disco. Le brattee sono disposte in modo embricato su una o due serie e possono essere connate alla base. Il ricettacolo, a volte alveolato, è nudo (senza pagliette a protezione della base dei fiori); la forma è da convessa a piatta. Diametro dell'involucro: 5 – 8 cm.
Fiori.  I fiori (del raggio: 5; del disco: 14 - 25) sono tetra-ciclici (formati cioè da 4 verticilli: calice – corolla – androceo – gineceo) e pentameri (calice e corolla formati da 5 elementi). Sono inoltre ermafroditi, più precisamente i fiori del raggio (quelli ligulati e zigomorfi) sono femminili; mentre quelli del disco centrale (tubulosi e actinomorfi) sono bisessuali o a volte funzionalmente maschili.
- Formula fiorale:

*/x K {\displaystyle \infty }, [C (5), A (5)], G 2 (infero), achenio
- Calice: i sepali del calice sono ridotti ad una coroncina di squame.
- Corolla: nella parte inferiore i petali della corolla sono saldati insieme e formano un tubo. In particolare le corolle dei fiori del disco centrale (tubulosi) terminano con delle fauci dilatate a raggiera con cinque lunghi lobi più o meno patenti. Nella corolla dei fiori periferici (ligulati) il tubo si trasforma in un prolungamento lineare-ellittico, terminante più o meno con cinque dentelli. Il colore delle corolle è giallo. Lunghezza delle corolle: del raggio: 8 – 12 mm; del disco 7 – 8 mm.
- Androceo: gli stami sono 5 con dei filamenti liberi. La parte basale del collare dei filamenti può essere dilatata. Le antere invece sono saldate fra di loro e formano un manicotto che circonda lo stilo. Le antere sono senza coda ("ecaudate") oppure sono sagittate o anche minutamente auricolate; a volte sono presenti delle appendici apicali che possono avere varie forme (principalmente lanceolate). La struttura delle antere è di tipo tetrasporangiato, raramente sono bisporangiate. Il tessuto endoteciale è radiale. Il polline è tricolporato (tipo "helianthoid").[13]
- Gineceo: lo stilo è biforcato con due stigmi nella parte apicale. La forma degli stigmi varia da subtroncata a ottusa; possono essere ricoperti da minute papille. Le superfici stigmatiche sono continue.  L'ovario è infero uniloculare formato da 2 carpelli.

Frutti. I frutti sono degli acheni con pappo. La forma degli acheni è strettamente ellittico-oblunga; la superficie è percorsa da 5 coste/nervature longitudinali e può essere sparsamente pubescente. Non sempre il carpoforo è distinguibile. Il pappo è formato da 60 - 80 setole snelle, bianche o fulve e barbate; possono essere persistenti. Lunghezza degli acheni: 2 – 3 mm; lunghezza del pappo: 5 – 6 mm.

## Biologia
Impollinazione: l'impollinazione avviene tramite insetti (impollinazione entomogama tramite farfalle diurne e notturne).

Riproduzione: la fecondazione avviene fondamentalmente tramite l'impollinazione dei fiori (vedi sopra).

Dispersione: i semi (gli acheni) cadendo a terra sono successivamente dispersi soprattutto da insetti tipo formiche (disseminazione mirmecoria). In questo tipo di piante avviene anche un altro tipo di dispersione: zoocoria. Infatti gli uncini delle brattee dell'involucro (se presenti) si agganciano ai peli degli animali di passaggio disperdendo così anche su lunghe distanze i semi della pianta. Inoltre per merito del pappo il vento può trasportare i semi anche a distanza di alcuni chilometri (disseminazione anemocora).

## Distribuzione e habitat
La specie di questa voce è distribuita negli USA meridionali e nell'America centrale con una fioritura soprattutto primaverile su habitat rocciosi e aperti (a volte disturbati) a quote variabili tra 700 - 1.500 metri.

## Tassonomia
La famiglia di appartenenza di questa voce (Asteraceae o Compositae, nomen conservandum) probabilmente originaria del Sud America, è la più numerosa del mondo vegetale, comprende oltre 23.000 specie distribuite su 1.535 generi, oppure 22.750 specie e 1.530 generi secondo altre fonti (una delle checklist più aggiornata elenca fino a 1.679 generi). La famiglia attualmente (2021) è divisa in 16 sottofamiglie; la sottofamiglia Asteroideae è una di queste e rappresenta l'evoluzione più recente di tutta la famiglia.

### Filogenesi
Il genere di questa voce appartiene alla sottotribù Tussilagininae della tribù Senecioneae (una delle 21 tribù della sottofamiglia Asteroideae). La sottotribù descritta in tempi moderni da Bremer (1994), dopo le analisi di tipo filogenetico sul DNA del plastidio (Pelser et al., 2007) è risultata parafiletica con le sottotribù Othonninae e Brachyglottidinae annidiate al suo interno. Attualmente con questa nuova circoscrizione la sottotribù Tussilagininae s.s. risulta suddivisa in quattro subcladi.
Il genere di questa voce appartiene al subclade la cui distribuzione è esclusiva del Nuovo Mondo. Si tratta di un clade ben supportato dai dati ricavati dalle analisi del DNA combinati con dati morfologici, ed è diviso in due parti: una prima parte comprende un clade con generi del Sud America chiamato anche Gynoxoid group; una seconda parte è formata da un clade (“gruppo fratello” del primo) di 7 generi del Nord e Sud America (Arnoglossum, Barkleyanthus, Pittocaulon, Psacalium, Robinsonecio, Roldana e Telanthophora). In questo ultimo gruppo Barkleyanthus costituisce il "core" del clade (ultima entità diversificata evolutivamente) e insieme al genere Arnoglossum formano un “gruppo fratello”.
Il cladogramma seguente, tratto dallo studio citato e semplificato, mostra una possibile configurazione filogenetica del gruppo.
|  | Psacalium                                                                  |
|  |                                                                            |
|  | \| \| Barkleyanthus salicifolius \| \| \| \| \| \| Arnoglossum \| \| \| \| |
|  |                                                                            |
|  | Barkleyanthus salicifolius                                                 |
|  |                                                                            |
|  | Arnoglossum                                                                |
|  |                                                                            |

|  | Barkleyanthus salicifolius |
|  |                            |
|  | Arnoglossum                |
|  |                            |

|  | Psacalium                                                                  |
|  |                                                                            |
|  | \| \| Barkleyanthus salicifolius \| \| \| \| \| \| Arnoglossum \| \| \| \| |
|  |                                                                            |
|  | Barkleyanthus salicifolius                                                 |
|  |                                                                            |
|  | Arnoglossum                                                                |
|  |                                                                            |

|  | Barkleyanthus salicifolius |
|  |                            |
|  | Arnoglossum                |
|  |                            |

|  | Psacalium                                                                  |
|  |                                                                            |
|  | \| \| Barkleyanthus salicifolius \| \| \| \| \| \| Arnoglossum \| \| \| \| |
|  |                                                                            |
|  | Barkleyanthus salicifolius                                                 |
|  |                                                                            |
|  | Arnoglossum                                                                |
|  |                                                                            |

|  | Barkleyanthus salicifolius |
|  |                            |
|  | Arnoglossum                |
|  |                            |

|  | Psacalium                                                                  |
|  |                                                                            |
|  | \| \| Barkleyanthus salicifolius \| \| \| \| \| \| Arnoglossum \| \| \| \| |
|  |                                                                            |
|  | Barkleyanthus salicifolius                                                 |
|  |                                                                            |
|  | Arnoglossum                                                                |
|  |                                                                            |

|  | Barkleyanthus salicifolius |
|  |                            |
|  | Arnoglossum                |
|  |                            |

|  | Psacalium                                                                  |
|  |                                                                            |
|  | \| \| Barkleyanthus salicifolius \| \| \| \| \| \| Arnoglossum \| \| \| \| |
|  |                                                                            |
|  | Barkleyanthus salicifolius                                                 |
|  |                                                                            |
|  | Arnoglossum                                                                |
|  |                                                                            |

|  | Barkleyanthus salicifolius |
|  |                            |
|  | Arnoglossum                |
|  |                            |

|  | Psacalium                                                                  |
|  |                                                                            |
|  | \| \| Barkleyanthus salicifolius \| \| \| \| \| \| Arnoglossum \| \| \| \| |
|  |                                                                            |
|  | Barkleyanthus salicifolius                                                 |
|  |                                                                            |
|  | Arnoglossum                                                                |
|  |                                                                            |

|  | Barkleyanthus salicifolius |
|  |                            |
|  | Arnoglossum                |
|  |                            |

|  | Psacalium                                                                  |
|  |                                                                            |
|  | \| \| Barkleyanthus salicifolius \| \| \| \| \| \| Arnoglossum \| \| \| \| |
|  |                                                                            |
|  | Barkleyanthus salicifolius                                                 |
|  |                                                                            |
|  | Arnoglossum                                                                |
|  |                                                                            |

|  | Barkleyanthus salicifolius |
|  |                            |
|  | Arnoglossum                |
|  |                            |

|  | Psacalium                                                                  |
|  |                                                                            |
|  | \| \| Barkleyanthus salicifolius \| \| \| \| \| \| Arnoglossum \| \| \| \| |
|  |                                                                            |
|  | Barkleyanthus salicifolius                                                 |
|  |                                                                            |
|  | Arnoglossum                                                                |
|  |                                                                            |

|  | Barkleyanthus salicifolius |
|  |                            |
|  | Arnoglossum                |
|  |                            |

I caratteri distintivi per la specie  Barkleyanthus salicifolius sono:
- le foglie hanno delle forme da lineari-lanceolate a lanceolate;
- le foglie sono sessili o subsessili e si trovano concentrate alla fine dei rami;
- le venature sono pennate.

Il numero cromosomico della specie è: 2n = 30.

### Sinonimi
Sono elencati alcuni sinonimi per questa entità:
- Cineraria salicifolia Kunth
- Cineraria angustifolia  Kunth
- Cineraria dracunculoides  Moc. & Sessé ex DC.
- Cineraria verna  Mair. ex DC
- Senecio axillaris  Klatt
- Senecio salignus  DC.
- Senecio vernus  DC.
- Senecio xarilla  Sessé & Moc.